# Reserva de Desenvolvimento Sustentável Campo das Mangabas
Campo das Mangabas é uma Reserva de Desenvolvimento Sustentável (RDS) para proteção Integral de populações tradicionais, criado em 2016 via Decretos Estaduais 1 566 e 1 567, localizado no município brasileiro de Maracanã, no estado do Pará, em uma área de 7 062,02 hectares.
A Reserva tem objetivo de garantir: a colaboração das comunidades locais nas atividades de fiscalização ambiental, proteção dos recursos naturais, combate as queimadas, manutenção do equilíbrio ecológico existente, pesquisas relativas a modelos de desenvolvimento sustentável que se adaptem às condições ambientais da área, desenvolvimento de projetos de recuperação de áreas degradadas, reflorestamento com espécies que proporcione renda as famílias locais.

## Importância regional
Uma das principais características da RDS Campo das Mangabas é a presença de comunidades tradicionais que vivem na região e dependem dos recursos naturais para sua subsistência. Essas comunidades têm um papel fundamental na gestão da reserva e na implementação de práticas sustentáveis de uso dos recursos naturais, como a pesca e a coleta de frutas e castanhas .

## Plano de Manejo e Uso Sustentável dos recursos
Para garantir a conservação e o uso sustentável dos recursos naturais, a RDS Campo das Mangabas conta com um plano de manejo, que estabelece as diretrizes e normas para a utilização dos recursos e o ordenamento das atividades na área protegida. Esse plano é desenvolvido de forma participativa, envolvendo as comunidades locais, órgãos governamentais e organizações não governamentais .